# Paul Guthnick
Paul Guthnick (12 de enero de 1879 - 6 de septiembre de 1947) fue un astrónomo alemán, especializado en la observación de estrellas de brillo variable.

## Semblanza
Nacido en Hitdorf am Rhein, estudió en la Universidad de Bonn, recibiendo su doctorado en 1901 bajo la dirección de Friedrich Küstner. Trabajó desde 1901 en el Observatorio Real de Berlín estudiando las estrellas variables, y específicamente la estrella Mira. A medida que la ciudad de Berlín iba creciendo, las tareas de observación astronómica realizadas desde allí se hicieron cada vez más difíciles, por lo que a partir de 1906 en adelante empezó a trabajar en el parque local de Babelsberg, donde posteriormente se construyó un observatorio después de la aprobación gubernamental del proyecto.
Nombrado profesor de astrofísica en la Universidad de Berlín en 1916, en 1921 se convirtió en director del Observatorio de Babelsberg. Desde allí trabajó en el estudio de las estrellas variables mediante fotometría fotoeléctrica, descubriendo en 1918 las fluctuaciones de brillo mínimo de la brillante estrella Vega, que hasta entonces se utilizaba como elemento de referencia para la medición de luminosidad de los demás cuerpos celestes.
Dirigió las observaciones realizadas de las estrellas del hemisferio sur en una expedición a Windhoek en 1929. Después del ascenso al poder del partido nacionalsocialista en 1933, Guthnick tuvo que adaptarse a las nuevas condiciones bajo el régimen, a pesar de que se oponía a las esotéricas teorías cosmogénicas del Welteislehre (Mundo de hielo) defendidas por Heinrich Himmler. 
Murió en Berlín.

## Eponimia
- El cráter lunar Guthnick lleva este nombre en su memoria.